# Schöps (Thüringen)

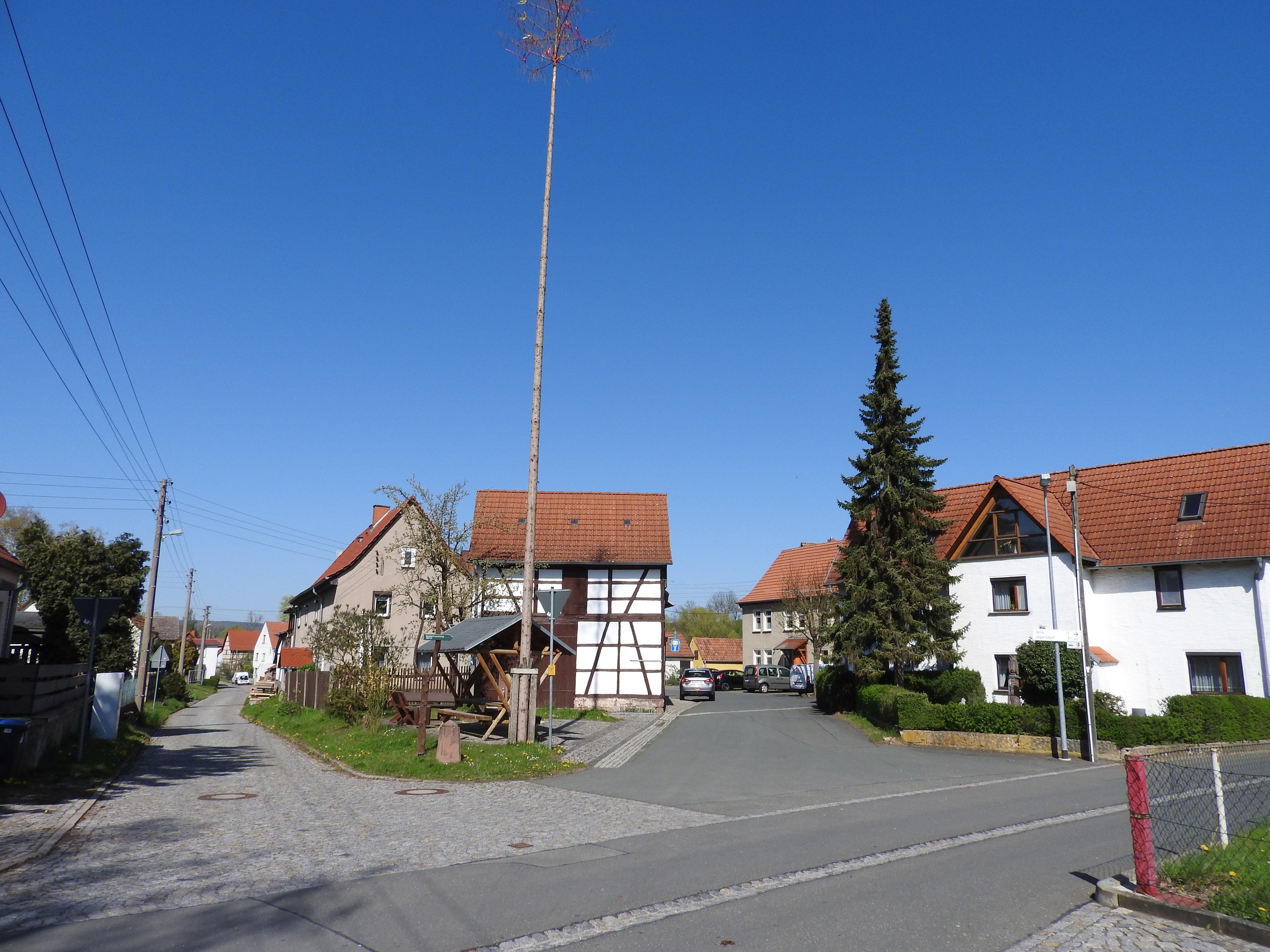
In Schöps

Schöps ist eine Gemeinde im Süden des Saale-Holzland-Kreises in Thüringen.

## Geografie
Die Gemeinde liegt im Saaletal ca. 10 km südlich von Jena in etwa 170 Metern Höhe. Der Ortsteil Schöps liegt links der Saale und der Ortsteil Jägersdorf liegt rechts der Saale. Östlich von Schöps liegt das Thüringer Holzland, westlich erstreckt sich die Saale-Ilm-Platte.

### Nachbargemeinden
Im Uhrzeigersinn, beginnend im Norden: Rothenstein – Kleinbockedra – Unterbodnitz – Großpürschütz – Altenberga

## Geschichte
Schöps wurde am 21. Februar 1293 erstmals urkundlich erwähnt. Die Existenz des Ortsteils Jägersdorf ist schon für den 28. November 1228 urkundlich datiert. Die ersten Herren über den Ort waren die Lobdeburger. In Schöps gab es früher zahlreiche Mühlen.
Das älteste noch existierende Haus in Schöps wurde 1629 erbaut, Mitte der 1960er Jahre restauriert und gehört Rudolf Pfeiffer. 1978 bildet Schöps mit Jägersdorf eine Doppelgemeinde. 2001 wurde im Rahmen eines Dorferneuerungsprogramms in Thüringen auch der Dorfplatz in Schöps neu gestaltet, mit Errichtung eines Brunnens.

## Politik
Der Bürgermeister ist Carsten Rücknagel. Der Gemeinderat hat 6 Mitglieder.

## Wappen
Beschreibung: „In Grün ein silbernes Schaf, mit dem erhobenen rechten Vorderfuß eine silberne Fahne mit einem roten Hochkreuz tragend, darunter ein liegendes goldenes Jagdhorn.“

## Wirtschaft und Verkehr
Schöps profitiert von der Nähe zum Wirtschaftsstandort Jena. Der Ort selbst ist landwirtschaftlich geprägt. In Schöps befindet sich der Betriebshof der nach der Wende gebildeten Agrargenossenschaft e.G. Sie bewirtschaftet Flächen im Saaletal und in einigen Nebentälern. Diese Genossenschaft ist auch Ausbildungsbetrieb für Land- und Tierwirte.
An Schöps führt die B 88 vorbei, die Rudolstadt über Kahla mit Jena verbindet. 5 km nördlich befindet sich die Bundesautobahn 4. Weitere Straßen führen in die Orte Unterbodnitz und Milda. Der nächstgelegene Bahnhof befindet sich im 2 km nördlich gelegenen Rothenstein an der Bahnstrecke Großheringen–Saalfeld.
Der Saale-Radweg führt durch Schöps.